# ناوگان اسپانیایی آرمادا
یک ناوگان دریایی از هابسبورگ اسپانیا و متشکل از ۱۳۰ کشتی از نوع گالئون بود که [در آن مقطع] تحت عنوان «بزرگترین و مساعدترین نیروی دریایی» نامیده می‌گردید. این ناوگان از لاکرونیا در اوت ۱۵۸۸ با هدف اسکورت نظامی ارتش فلاندرز در جهت حمله به انگلستان تحت فرمان آلونسو پرز دی گوزمن، هفتمین دوک مدینا سیدونیا، بادبان برافراشت، هدف استراتژیک از این برنامه، سرنگونی ملکه الیزابت اول انگلستان و به دنبال آن از میان بردن خانوادهٔ سلطنتی تودور پروتستان در آن کشور بود، انتظار اصلی و اولیه از این لشکرکشی دریایی، توقف دخالت و آمیزش زبان و فرهنگ انگلیسی در منطقهٔ هلند اسپانیا و جلوگیری از آسیب به منافع اسپانیا توسط انگلستان بود.
ناوگان اسپانیایی تصمیمی برای حمله به کشتی‌های انگلیسی در بندر پلیموث نداشت، به دنبال آن نیز آنها در ایجاد یک لنگرگاه موقت در سولنت موفق نبودند، پس از اینکه یک کشتی اسپانیایی توسط فرانسیس دریک در کانال مانش دستگیر شد، ناوگان اسپانیا سرانجام در کاله لنگر انداخت در حالی که آنها در انتظار ارتباط و تماس با آلکساندر فارنس، دوک پارما بودند، توسط یک ناوگان از کشتی‌های آتشین انگلیسی غافلگیر و پراکنده شدند، در نبرد متعاقب آن که به نام گراولینز شهره است ناوگان اسپانیایی آسیب دیده بود و مجبور به ترک محل قرار ملاقاتش با دوک پارما گردید که در بندرگاه توسط کشتی‌های هلندی موسوم به فلای‌بوت محاصره شده بود، ناوگان اسپانیایی موفق به تجدید قوا گردید اما توسط بادهای جنوب غربی، به سمت شمال رانده شد، فرمانده دستور بازگشت به اسپانیا را صادر کرده بود اما ناوگان گرفتار طوفان شدیدی در اقیانوس اطلس شمالی گردید و تعداد زیادی از کشتی‌ها در سواحل اسکاتلند و ایرلند غرق شد، از ۱۳۰ کشتی اولیه تنها کمی بیش از یک سوم آنها موفق به بازگشت شدند. همان‌طور که مارتین و پارکر توضیح می‌دهند، فیلیپ دوم تلاش برای حمله به انگلستان داشت اما برنامه‌های او از هم پاشیده شد، می‌توان گفت تا حدودی به دلیل سوء مدیریت و تا حدودی به دلیل تلاش‌های دفاعی انگلیسی‌ها و متحدان هلندی آنها
این لشکرکشی بزرگترین جنگ اعلام نشده از جنگ‌های موسوم به جنگ انگلیس و اسپانیا (۱۶۰۴–۱۵۸۵) بود، در سال بعد، انگلستان، یک عملیات وسیع مشابه را علیه اسپانیا به نام لشکرکشی دراک-نوریس یا با نام دیگر ضد آردمادای (۱۵۸۹) تدارک دید که ناموفق بود و به شکست انجامید و برای آنها عواقب جدی اقتصادی در پی داشت به همراه تعداد زیادی از نیروها و کشتی‌هایی که از دست رفت

## ریشه‌یابی لغت آرمادا
واژهٔ آرمادا از ناوگان آرمادای اسپانیا گرفته شده که هم‌ریشه با واژه انگلیسی ارتش است، در اصل از armāta لاتین گرفته شد که اسم مفعول از armāre به معنی بازو می‌باشد، در وجه وصفی به عنوان یک اسم می‌باشد که برای نیروهای مسلح، ارتش، نیروی دریایی یا ناوگان استفاده می‌گردد، آرمادای اسپانولا، امروز هم نام و اصطلاحی در اسپانیا است که برای نیروی دریایی اسپانیا استفاده می‌شود.

## تاریخچه

### پیش‌زمینه

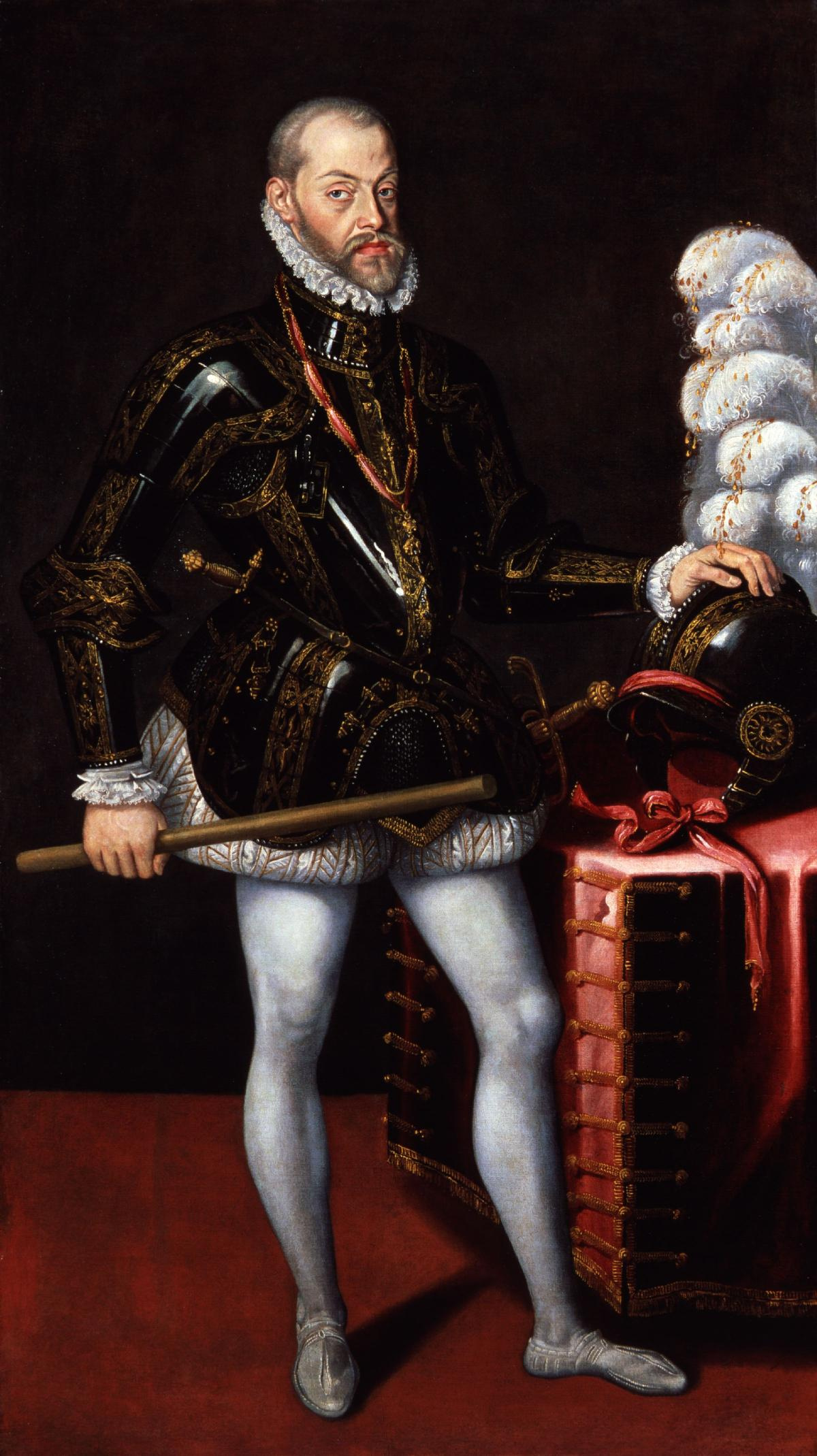
فیلیپ دوم، ۱۵۸۰ گالری ملی پرتره لندن

اصلاحات هنری هشتم که به عنوان اصلاحات انگلستان شناخته می‌شود با طلاق همسر اول وی به نام کاترین آراگن آغاز شد، با گذشت زمان بر شدت اصلاحات پروتستانی در اروپا افزوده شد به خصوص در زمان سلطنت پسر هنری مشهور به ادوارد ششم، مرگ ادوارد آن هم بدون وارث منجر به تصرف تاج و تخت توسط دخترش موسوم به ماری یکم گردید که یک کاتولیک مؤمن بود، ماری (به همراه مشاور پادشاه و شوهرش فیلیپ دوم اسپانیا) اقدام به افزایش نفوذ روم بر امور مربوط به کلیسا نمود، تلاش‌های او منجر به سوزاندن بیش از ۲۶۰ نفر گردید به گونه‌ای که برای وی لقب مریم خونین را به همراه آورد.
مرگ ماری در سال ۱۵۵۸ باعث شد تا تاج و تخت به خواهر ناتنی‌اش الیزابت اول برسد، برخلاف ماری، الیزابت به گونه‌ای پایدار و محکم در جبهه اصلاح‌طلبان بود، او به سرعت بسیاری از اصلاحات ادوارد را مورد بازنگری قرار داد، فیلیپ که دیگر بخشی از فرمانروایی مشترک نبود، بر طبق قانون روم اعلام داشت که الیزابت مرتد، هرطقه و حاکم نامشروع انگلستان است، هنری هرگز به شکل رسمی از کاترین طلاق نگرفته بود و الیزابت نامشروع است، ادعا شده‌است که فیلیپ در توطئه‌ای به جهت پشتیبانی از سرنگونی الیزابت به نفع وارث کاتولیک و احتمالی او یعنی ماری، ملکه اسکاتلند دست داشته، با این احوال تمام اینها زمانی که الیزابت ملکه اسکاتلند را زندانی و در نهایت در سال ۱۵۸۷ اعدام کرد خنثی شد، الیزابت در جهت تلافی اقدامات فیلیپ اقدام به تشجیع و حمایت از شورش هلند در مقابل اسپانیا نمود و همین‌طور بودجهٔ کافی را در اختیار راهزنان دریایی در جهت حمله به ناوگان و کشتی‌های اسپانیایی در سراسر اقیانوس اطلس قرار داد
در اقدامی تلافی‌جویانه، فیلیپ تصمیم گرفت که به منظور براندازی الیزابت و بازگرداندن کاتولیک به انگلستان لشکرکشی کند، بر این اساس، این اقدام می‌توانست منجر به قطع پشتیبانی و حمایت مادی انگلستان از جمهوری هلند گردد و باعث قطع حملات انگلیسی‌ها به کشتی‌های تجاری اسپانیا با کشورهای سفلی می‌گردید، در بر جدید، پادشاه توسط پاپ سیکتوس پنجم حمایت می‌گردید که از حمله به عنوان یک جنگ صلیبی یاد می‌کرد، با وعدهٔ زمین و مستقلات به ناوگان آرمادا
در حملهٔ مشهور به سوزاندن ریش پادشاه اسپانیا به کادیز که توسط سر فرانسیس دریک در آوریل ۱۵۸۷ صورت گرفت، در حدود ۳۰ کشتی به همراه مجموعهٔ بزرگی از آذوقه تصرف یا نابود شد، حرکتی که در جهت آماده‌سازی پشتیبانی یک سال به طول انجامید، فیلیپ علاقهٔ شدیدی به یک حملهٔ سه‌جانبه داشت که با حمله انحرافی و فریبکارانه به اسکاتلند آغاز می‌گردید آنهم درست در زمانی که ناوگان اصلی آرمادا به جزیره وایت حمله و آن را تصرف می‌کرد یا گرفتن ساوت‌همپتون در جهت ایجاد یک لنگرگاه امن در سولنت، پس از آنکه دوک پارما به همراه نیروی بزرگی از کشورهای سفلی از کانال مانش عبور کرد، پارما در مورد استقرار یا وقوع چنین حمله‌ای بدون هیچگونه حمایتی نگران گردید، آنها همچنین به خاطر هزینه‌های متحمل شده از بابت چنین اقدامی احساس خطر می‌کردند همین‌طور از مصلحت فیلیپ دربارهٔ به تعویق انداختن یا رها کردن چنین وضعیتی، فرماندهٔ منصوب شده برای ناوگان اسپانیایی آرمادا یکی از باتجربه‌ترین فرماندهان جنگی به نام آلوارو دی بازان، نخستین مارکز سانتا کروز بود، اما او در فوریه ۱۵۸۸ درگذشت و دوک مدینا سیدونیا یک درباری درجه بالا به جای وی منصوب گردید، دوک سیدونیا یک سرباز خوب و مدیری برجسته بود اما هیچ تجربه‌ای از جنگ‌های دریایی نداشت، او به صراحت به فیلیپ دربارهٔ تردید و دودلی‌اش دربارهٔ طرح‌ریزی خطرناک این کمپین نوشت اما اینها نتوانست مانع پادشاه توسط یک درباری گردد، پادشاهی که فکر می‌کرد خداوند پیروزی ناوگان آرمادا را تضمین خواهد کرد.

## تهاجم برنامه‌ریزی شده به انگلستان

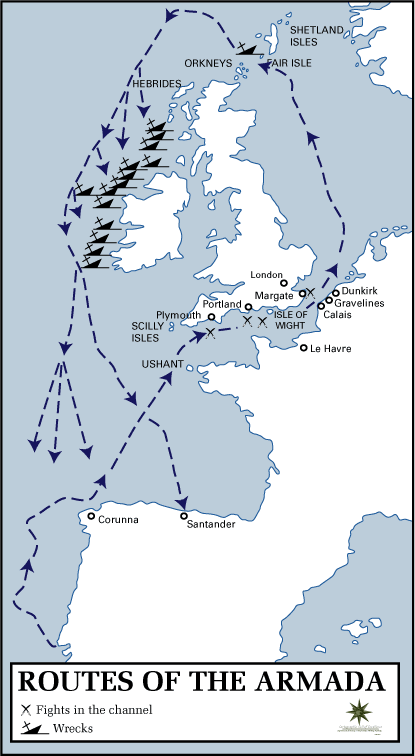
مسیر حرکت ناوگان اسپانیایی آرمادا

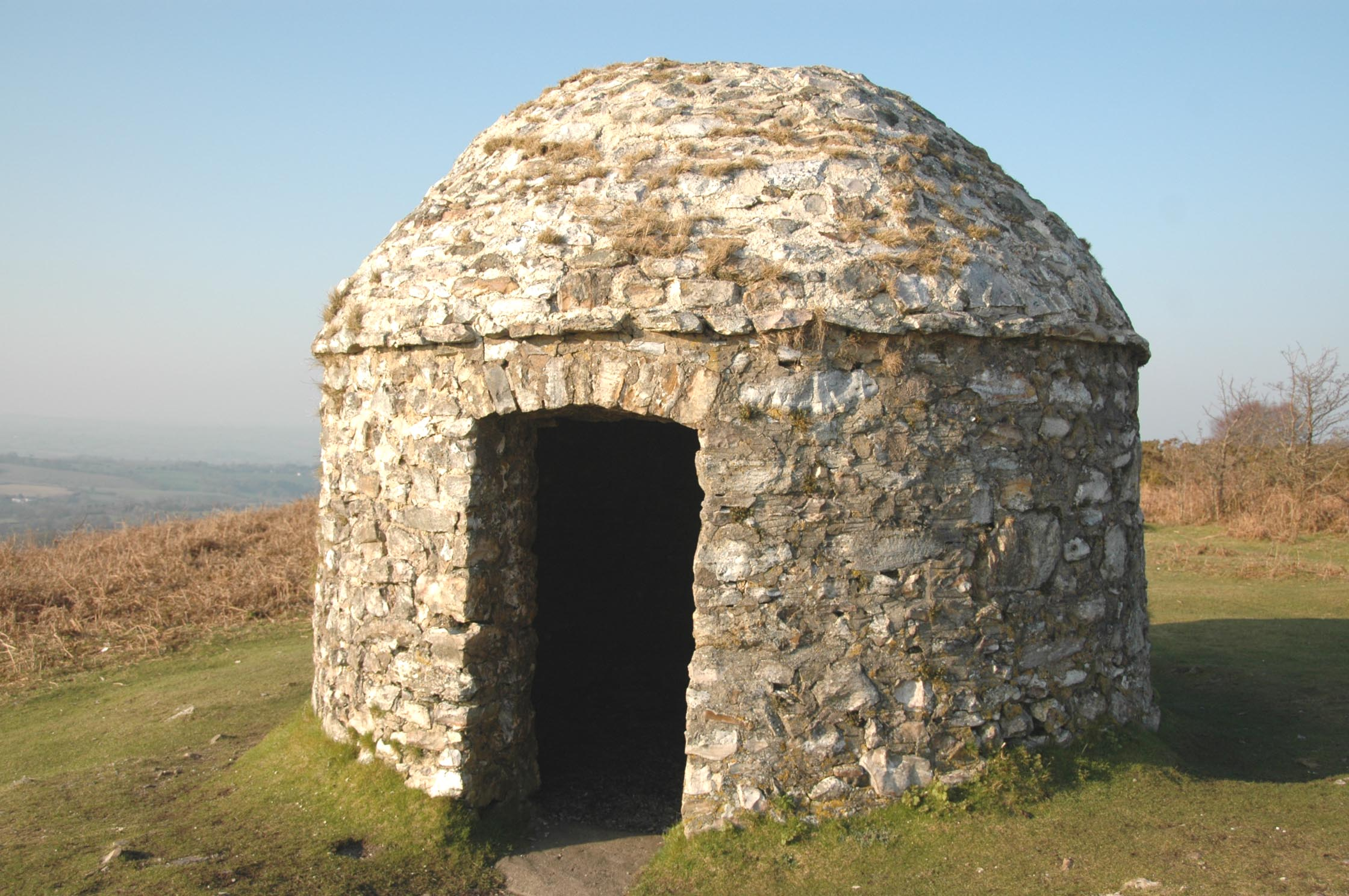
ایستگاه علامت‌دِهی مشهور به ساخته شده در سال ۱۵۸۸ میلادی بالاتر از روستای دوان از کولمستوک، برای هشدار دادن به زمانی که ناوگان اسپانیا نزدیک می‌گردید

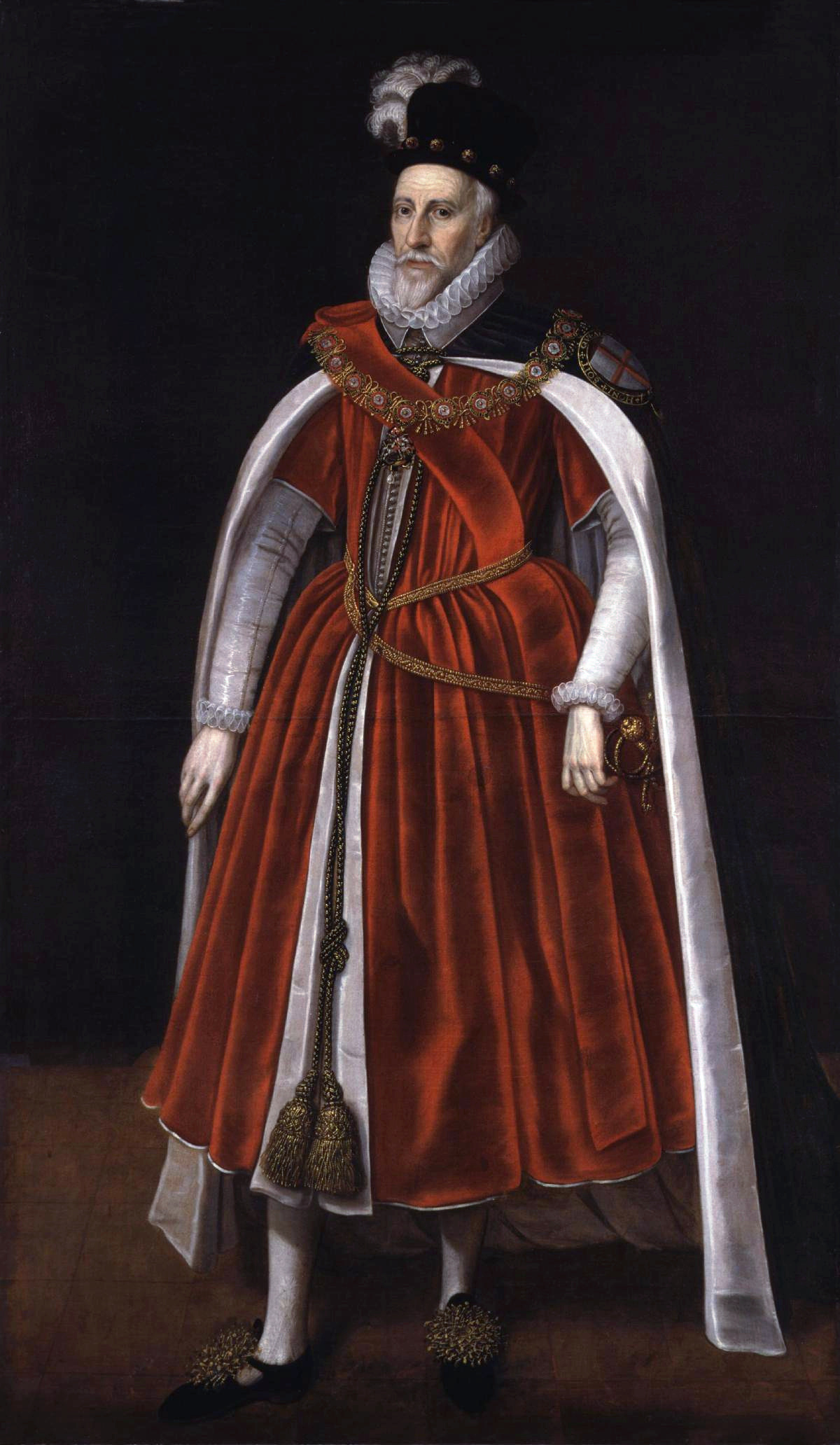
چارلز هووارد، نخستین ارل ناتینگهام

پیش از وقوع این حوادث، پاپ سیکتوس پنجم به فیلیپ دوم پادشاه اسپانیا اجازهٔ جمع‌آوری مالیات یک جنگ صلیبی و به سربازان وی آمرزش‌نامه پاپ را بشارت داد، برکتی که به واسطهٔ اعطای یک پرچم در ۲۵ آوریل ۱۵۸۸ صورت رسمی به خود گرفت، همان مراسم و شکوه مشابه مراسم نبرد لپانتو به سال ۱۵۷۱، در ۲۸ مه ۱۵۸۸، ناوگان آرمادا بادبان برافراشت و از لیسبون به سمت کانال مانش حرکت کرد، ناوگان متشکل بود از ۱۳۰ کشتی، ۸۰۰۰ ملوان و در حدود ۱۸۰۰۰ سرباز به همراه ۱۵۰۰ منجنیق و ۱۰۰۰ اسلحه آهنین سنگین، تکمیل کشتی‌ها و آماده‌سازی آنها برای ترک بندر ۲ روز وقت گرفت، این مجموعه شامل ۲۸ کشتی جنگی هدف و عمده بود که برای این منظور ساخته شده که به تنهایی شامل ۲۰ گالئون به همراه ۴ گالی و ۴ گالی‌یس (وابسته به شهر ناپل) می‌شد، باقی‌ماندهٔ این نیروی سنگین و بزرگ عمدتاً ترکیبی از تعدادی کرک (کشتی بادبانی) و هولک به همراه ۳۴ کشتی سبک بود
در هلند بخش مستعمره اسپانیا در حدود ۳۰۰۰۰ سرباز آمادهٔ پیوستن به ناوگان آرمادا بود، طرح و شروع نقشه بدین شکل بود که از کشتی‌های جنگی به عنوان پوشش در جهت انتقال ارتش از کَرجی‌ها به مکانی در نزدیکی لندن استفاده گردد، باور عمومی در آن زمان بر این بود که بالغ بر ۵۵۰۰۰ سرباز جنگی در قالب یک ارتش بزرگ برای چنین اقدامی تدارک دیده شده بود، در روزی که ناوگان آرمادا بادبان کشید و حرکت کرد، سفیر الیزابت در هلند ولنتاین دیل با نمایندگان پارما در جهت مذاکرات صلح ملاقات کرد، انگلستان تلاش بیهوده‌ای در جهت متقاعد کردن آنها برای حائل شدن آرمادا در رسیدن به خلیج بیسکای داشت، در ۶ ژوئیه، مذاکرات رها شده بود و ناوگان انگلیسی، در حالت آماده‌باش و در انتظار اشاره‌ای از پلیموث بود، در انتظار خبری از تحرکات و جنبش اسپانیایی‌ها
ناوگان انگلیسی تعدادشان افزون‌تر از ناوگان اسپانیا بود، ۲۰۰ کشتی در برابر ۱۳۰ کشتی اسپانیا، در حالی که ناوگان اسپانیایی از بابت قدرت آتشِ کشتی‌هایش در حدود ۵۰٪ بر ناوگان انگلیس برتری داشت
 ناوگان انگلیسی از ۳۴ کشتی ناوگان سلطنتی (۲۱ گالیون که از ۲۰۰ تا ۴۰۰ تن) و ۱۶۳ کشتی دیگر (۳۰ کشتی ۲۰۰ تا ۴۰۰ تن با قابلیت حمل ۴۲ توپ) تشکیل می‌گردید، تعداد ۱۲ کشتی هم از رستهٔ راهزنان دریایی بودند که توسط لرد هووارد از افینگام، سر جان هاوکینز و سر فرانسیس دریک اضافه شده بود، حرکت ناوگان آرمادا به دلیل شرایط بد جوی به تعویق افتاد به گونه‌ای که ۴ گالی و ۱ گالیون مجبور به فاصله گرفتن از ناوگان شدند و نتوانستند تا ۱۹ ژوئیه خودشان را به سمت انگلستان برسانند، هنگامی که به لیزارد کورنوال رسیدند خبر حضور آنها به وسیلهٔ یک سیستم علامت دِهی دیدگاه دریایی که در سرتاسر امتداد خط ساحلی جنوب ساخته شده بود به لندن اطلاع داده شد. در آن شب، ناوگان انگلیسی در بندرگاه پلیموث به خاطر جزر و مد به دام افتاده بود، اسپانیایی‌ها نیز اقدام به تشکیل یک شورای جنگ نمودند که در آن شورا پیشنهاد استفاده از فرصت به دست آمده به دلیل ناتوانی کشتی‌های انگلیسی به واسطهٔ جزر و مد در لنگرگاه و در نهایت حمله به انگلستان مطرح شد اما دوک سیدونیا فرماندهٔ ناوگان با این عمل مخالفت کرد به دلیل اینکه انجام چنین حرکتی را به صراحت از طرف فیلیپ ممنوع اعلام کرده بود او تصمیم گرفت به عوض این تاکتیک رد شده به سمت شرق و به سمت جزیره وایت حرکت کند، با کمک امواج دریا، ۵۵ کشتی انگلیسی تحت فرمان لرد هووارد افینگام، توانست برای مقابله با اسپانیایی‌ها از دام جزر و مد پلیموث که در آن گرفتار بود خارج شود با همراهی سِر فرانسیس دریک به عنوان دریاسالار، با توجه به تجربهٔ سِر فرانسیس در نبردهای دریایی، هاوارد، کنترل پشت سرش را به دستان او سپرد، سِر جان هاوکینز نیز دریابان بود.

### اقدامات نخست (۱۵۸۸)
در بیستم ژوئیه ناوگان انگلستان به ادیستون راک در غرب رسید در حالی که ناوگان آرمادا برخلاف جهت باد حرکت می‌کرد، در آن شب و به منظور اجرای برنامهٔ حملهٔ خودش، انگلیسی‌ها از این موقعیت خلاف جهت باد علیه آرمادا استفاده کردند که یک مزیت قابل توجه بود، در سپیده‌دم روز ۲۱ ژولای، ناوگان انگلستان در نزدیکی ادیستون راک به آرمادا رسید، آرمادا در حالت تاکتیک دفاعی هلالی شکل قرار داشت که محدب به سمت شرق بود، گالیون‌ها و کشتی‌های بزرگ در مرکز و در لبهٔ شاخ هلال متمرکز شده بودند در جهت ایجاد پوشش تدارکاتی برای کشتی‌های حمل و نقل و سیورسات ناوگان، در جبههٔ مقابل نیز انگلیسی‌ها در دو بخش قرار گرفته بودند، دِریک با کشتی ری‌ونج به همراهی ۱۱ کشتی دیگر در سمت شمال قرار گرفته بود و هووارد در سمت جنوب با کشتی آرک سلطنتی و سایر کشتی‌های تحت فرمانش که بخش مهم ناوگان را تشکیل می‌داد قرار داشت، با توجه به مزیت برتری ناوگان اسپانیایی‌ها در جنگ، کشتی‌های انگلیسی روی به تاکتیک استفاده از سرعت کشتی‌های خودشان برای دور ماندن از محدوده شلیک بمباران سنگین توپ‌های کشتی جنگی اسپانیایی آوردند.
با این احوال فاصلهٔ ایجاد شده به اندازهٔ کافی بزرگ بود که بتوان گفت برای حصول یک نتیجهٔ قطعی مؤثر باشد، در پایان جنگ روز اول، ناوگان انگلیسی تنها یک کشتی از دست داده بود در حالی که اسپانیایی‌ها کشتی کراک روساریو و همین‌طور کشتی بادبانی سان‌سالوادور را به خاطر برخورد به یکدیگر از دست دادند، با فرارسیدن شب، فرانسیس دریک با ناوگان خود از عقب ناوگان اسپانیا سر درآورد و با کشتی‌های خود دست به غارت کشتی‌های پشت سر ناوگان اسپانیا زد که توانست منابع معتنابهی از آذوقه و باروت و طلا را به چنگ آورد، گفته شده که دریک برای انجام این عملیات که در خفا و تاریکی صورت گرفت تنها از نور فانوس بهره گرفت به دلیل اینکه تلاش داشت تا قبل از اطلاع ناوگان از دستبرد بتواند منطقه را تخلیه و ترک کند، بقیه کشتی‌های ناوگان تا قبل از سپیده‌دم در بی‌نظمی متفرق شدند و تجمیع و به آرایش جنگی درآوردن آنها یک روز وقت انگلیسی‌ها را گرفت و باعث شد تا آرمادا خودش را از آسیب وارده بهبود بخشد کشتی‌های انگلیسی از سرعت برتر و قدرت مانور خود استفاده کردند و پس از یک روز بحرپیمایی مجدداً خود را به عقب ناوگان اسپانیا رساندند
در ۲۳ ژوئیه ناوگان انگلستان و ناوگان آرمادا برای یک بار دیگر درگیر شدند، این بار نیز یک تغییر در شرایط جوی و بادِ مخالف علیه نیروی اسپانیا گردید و باعث شد تا به نزدیکی ناوگان انگلستان برسند، اما دست‌یابی آنها به موفقیت با توجه به کشتی‌های کوچکتر، سریعتر و مانور پذیرتر انگلیسی ناممکن شد، در یک مقطع از جنگ، هووارد کشتی خود را به نزدیکی خط مقدم نبرد هدایت کرد و برای حمله در یک رِنج یا بُرد هدف مناسب تمام تسلیحات آتشین کشتی‌اش را آماده و مهیا کرد هر چند نتیجهٔ سودمندی از این حرکت تاکتیکی به دست نیامد
اگر ناوگان آرمادا موفق می‌شد پایگاه موقت خودش را برای محافظت از آبهای سولنت (تنگه‌ای از تنها جزیرهٔ موجود و جدا از سرزمین اصلی انگلستان) برپا نماید، می‌توانست برای رسیدن کمک از جانب نیروهای دوک پارما صبر نماید و امیدوار باشد، با این احوال، برای حمله در یک مقیاس بزرگتر، نیروی دریایی انگلستان به چهار گروه و بخش تقسیم گردید، مارتین فروبیشر با کشتی انگلیسی آید یک اسکادران از نیرو را برای کمک در اختیار داشت که بعدها همراهی نیروی دریک با یک ناوگان بزرگتر از سمت جنوب را نیز پذیرا شد، در آن وضعیت پیش آمده دوک مدینا با توجه به احساس وضعیت بحرانی موجود، نیروی کمکی و تقویتی ویژه را به جنوب فرستاد و به آرمادا دستور داد تا مسیر دریای پشت سر را باز نگه دارد که این حرکت در جهت احتراز از اوور شولز بود. هیچ بندرگاه امن دیگری در سواحل جنوبی انگلستان برای آرمادا وجود نداشت به همین دلیل آنها مجبور به عزیمت به سمت کاله بودند، بدون امید به رسیدن هرگونه کمکی از جانب ارتش پارما.
در ۲۷ ژوئیه ناوگان آرمادا در بندر کاله لنگر انداخت و به حالت دفاعی هلالی محکم و بسته درآمد، در فاصله نزدیک به دونکرک همان جایی که دوک پارما با ارتشی بیمار در حدود ۱۶۰۰۰ نفر در انتظار به سر می‌برد، آماده برای پیوستن به ناوگان توسط قایق‌های فرستاده شده از بندرهای در امتداد ساحل فلاندرز، ارتباطات ثابت و به مراتب سخت‌تر به عمل آمده بود و این تنها راه موجود شناخته شده برای آنها در جهت تجهیز قوا و بازسازی صدمات بود، این فرایندی بود که در جهت تکمیل حداقل ۶ روز زمان نیاز داشت، در حالی که دوک سیدونیا در لنگرگاه دونکرک در حالت انتظار بود و توسط ناوگان هلندی با حدود ۳۰ کشتی مشهور به فلای‌بوت تحت فرمان ستوان دریاسالار ژوستینوس از ناسو، محاصره و راهش سد شده بود، پارما در انتظار اشاره‌ای از ناوگان آرمادا در جهت دور زدن خط محاصره و شکافتن این حصار دریایی از طرف هلندی‌ها بود

### نبرد گراولینز
بندر کوچک گراولینز، بخشی از منطقهٔ فلاندر اسپانیای هلند بود، نزدیک به مرز با فرانسه و نزدیک‌ترین خاک اسپانیا به انگلستان بود، دوک مدینا سیدونیا، سعی داشت تا ناوگان را در آنجا بازیابی کند و برای احراز از خطر تپه‌های زیر آبی فلاندر علاقه‌ای به حرکت به سمت شرق نداشت، کما اینکه علائم دریایی آن توسط دشمنان هلندی از میان برده شده بود

### سخنرانی تیلبوری
در روز بعد از نبرد گراولینز و با حمایت بادهای جنوبی، دوک مدینا سیدونیا، توانست تا ناوگان را به سمت شمال و به دور از سواحل فرانسه به حرکت درآورد، اگر چه ذخیرهٔ گلولهٔ آنها تقریباً خالی شده بود، انگلیسی‌ها نیز تلاش داشتند تا از اسکورت و همراهی دوک پارما جلوگیری نمایند

### بازگشت به اسپانیا
در سپتامبر ۱۵۸۸، ناوگان آرمادا در اطراف اسکاتلند و ایرلند حرکت می‌کرد، در سفری به اقیانوس اطلس شمالی، کشتی‌ها آماده و مهیای یک سفر طولانی بودند و برخی از آنها به وسیلهٔ کابل‌های سنگین و بزرگ به یکدیگر بسته شده بودند، منابع آب و غدا رو به اتمام می‌رفت، هدف اصلی این بود که تا رسیدن به غرب سواحل اسکاتلند و ایرلند منابع حفظ شود، در ایمنی نسبی به جهت دریای باز و پیش رو.

### آرمادای انگلیسی
ناوگان انگلستان به خاطر بازماندهٔ کشتی‌های اسپانیایی پس از نبرد گراولینز هنوز هم بسیار محتاط بود، با اینکه بسیاری از ملوانان خودشان را از دست داده بودند اما هنوز در شرایط وظیفه‌شناسی به سر می‌بردند، در سال بعد، الیزابت اول، بر تعداد ناوگان خود تحت نظارت سر فرانسیس دریک افزود، اما در دستیابی به اهداف خود ناموفق بود و در نتیجه اسپانیا توانست برتری دریایی خود را کماکان حفظ کند

## سراسرنما

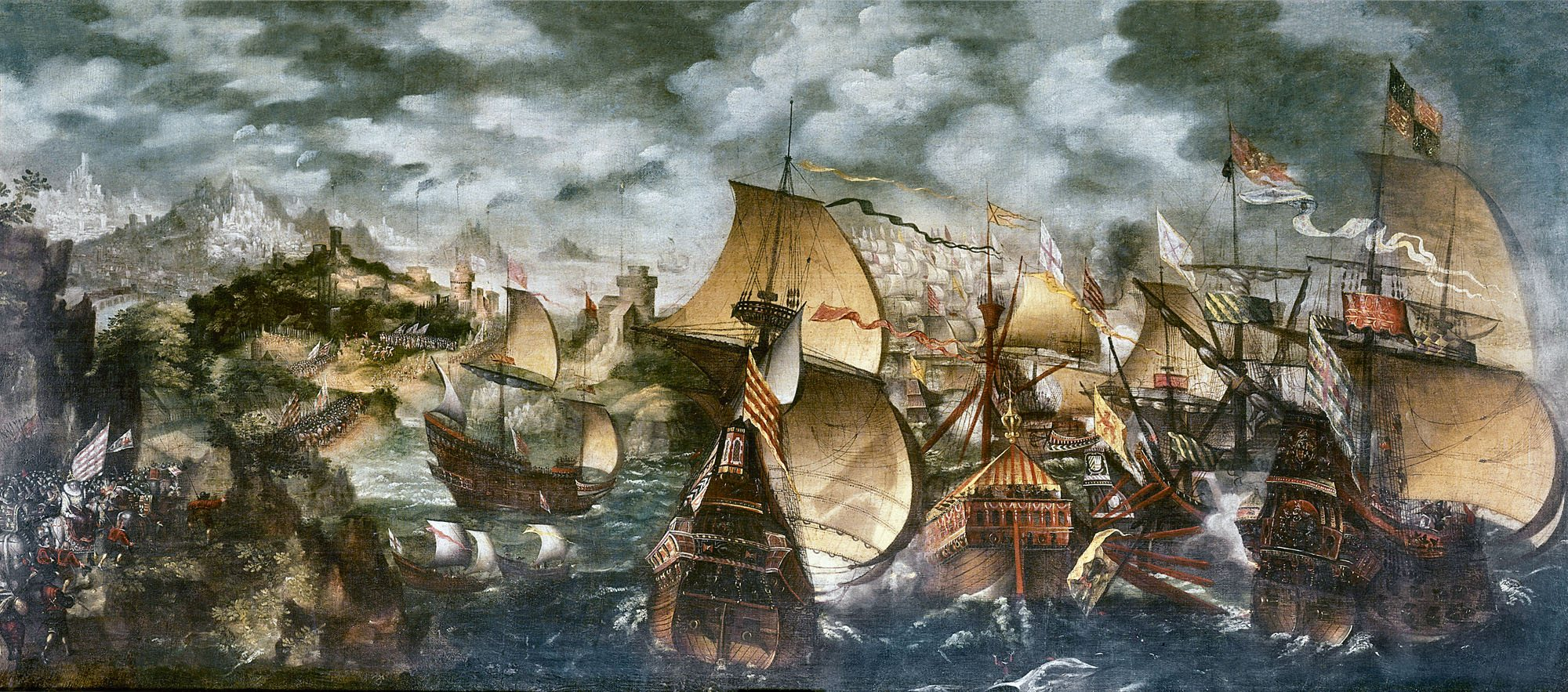
الیزابت اول و ناوگان اسپانیایی آرمادا گاهی نسبت داده می‌شود به نیکلاس هیلیارد.
یک تصویر تلطیفی و حماسی از عناصر کلیدی دربارهٔ داستان نبرد، ملکه الیزابت در حالی که نبرد گراولینز را نظاره می‌کند.